# Supah Ninjas
Supah Ninjas fue una serie original de Nickelodeon, que fue estrenada el 17 de enero de 2011 en Estados Unidos y en tono de historieta, sigue las andanzas de tres niños que son llevados al mundo secreto de los ninjas. La serie es de los creadores de Afro Samurai. Las grabaciones comenzaron a mediados de diciembre, aproximadamente. El 7 de mayo de 2013 se anunció que Nickelodeon ha decidido no renovar la serie por una tercera temporada, quedando cancelada la serie debido a los bajos índices de audiencias.

## Sinopsis
Mike Fukanaga (Ryan Potter) pensaba que cuando su mejor amigo bromista, Owen Reynolds (Carlos Knight), lo retó a tratar de ganar el corazón de Amanda Mckay (Gracie Dzienny) sería el mayor de los retos en toda la secundaria. El chico estaba equivocado. Cuando Mike descubre que él viene de una larga lista de ninjas, es introducido en el apasionante mundo de la lucha contra el crimen. El equipo de Mike y Owen es nombrado "Supah Ninjas", ellos deben comenzar a entrenar con el abuelo de Mike, alias "Holoabuelo". Lástima que no es tan fácil como parece -entre los que tratan con el drama en la escuela y la lucha contra súper villanos-, los "Supah Ninjas" entran en una dura batalla.

## Reparto

### Principales
- Ryan Potter como Mike Fukanaga.
- Carlos Knight como Owen Reynolds.
- Gracie Dzienny como Amanda McKay.
- George Takei como Abuelo Olograma.
- Travis Wong/Jake Huang/Matthew Yang King como Yamato.

### Secundarios
- Randall Park como Martin Fukunaga.[4]
- Brandon Soo Hoo como Primo Conner.
- Jordan Nichols as Cameron Vanhauser.
- Giselle Bonilla como Kelly.
- Lateef Crowder como Bass.

### Villanos
- Juan Antonio Fuentes como Dj Elefante.
- Christopher Reid como El rimador.
- Sydney Tamiia Poitier como Katara.
- Big Show como La mole Harley.
- Rick D. Wasserman como Jaque mate.
- Jonny Weston como un subterráneo.
- Scott Lowell como Sr. Bradford.
- Bryan Friday como Komodo.
- Tyler Poelle como Coleccionista.[5]

## Episodios
| Temporada | Temporada | Episodios | Temporada en Estados Unidos | Temporada en Estados Unidos | Temporada en Latinoamérica | Temporada en Latinoamérica | Temporada en España     | Temporada en España     |
| Temporada | Temporada | Episodios | Inicio de la temporada      | Final de temporada          | Inicio de la temporada     | Final de temporada         | Inicio de la temporada  | Final de temporada      |
| --------- | --------- | --------- | --------------------------- | --------------------------- | -------------------------- | -------------------------- | ----------------------- | ----------------------- |
|           | 1         | 26        | 17 de enero de 2011         | 28 de enero de 2012         | 5 de septiembre de 2011    | 24 de noviembre de 2012    | 9 de septiembre de 2011 | 15 de marzo de 2013     |
|           | 2         | 13        | 9 de febrero de 2013        | 27 de abril de 2013         | 6 de agosto de 2013        | 22 de agosto de 2013       | 5 de julio de 2013      | 17 de noviembre de 2013 |